# Astrid in Wonderland
Astrid in Wonderland was een Vlaams realityprogramma dat geproduceerd werd door VIJF van 2011 tot 2013. Het programma volgde het leven van model Astrid Nuyens (destijds bekend onder Astrid Bryan), die toen  in Los Angeles woonde. Het werd uitgezonden in Vlaanderen en in Nederland. Het programma haalde in het eerste seizoen een gemiddelde kijkcijfer van 300.000 kijkers. Voor de laatste seizoenen waren de kijkcijfers teruggevallen naar ongeveer 200.000 kijkers.
In 2013 zijn Astrid Bryan en John Bryan gescheiden en werd haar achternaam opnieuw "Nuyens". Dit werd deels getoond in Astrid in Wonderland. De afleveringen draaiden daarna alleen nog rond Astrid en haar broer Laurens.. In 2016 trouwde Nuyens opnieuw met de Belgische regisseur Bram Coppens die toen ook in Los Angeles woonde. Hedendaags is ze bekend onder de naam Astrid Coppens.

## Format
In het programma werd het luxueuze leven van model, zangeres en televisiepersoonlijkheid Astrid Bryan gevolgd. Naast Astrid verschenen ook haar man en broer in het programma. 
Ook Kathryn Lebowitz, NancyJane Goldston, Bart Cops, Kate Gaffney, Jaden Huter, Corina Marinescu, Ashlee McNulty, Véronique De Kock, Showbizz Bart, Bob Sinclar, Erik Van Looy, Pat Krimson en Peter Van De Velde doken in het programma op.
Het programma werd vooral opgenomen in haar villa in Los Angeles, maar er werd ook in andere streken in Amerika gefilmd. Er vonden ook opnames in België en in Nikki Beach (Frankrijk) plaats.
Het eerste seizoen werd van mei tot juli 2011 opgenomen, het tweede seizoen werd opgenomen van januari tot maart 2012. De opnamen van het vijfde en laatste seizoen startten eind mei 2013.

## Afleveringen
- Seizoen 1: 2 september 2011 - 11 november 2011 (VIJFtv, 11 afl.)
- Seizoen 2: 6 april 2012 - 8 juni 2012 (VIJFtv, 10 afl.)
- Seizoen 3: 21 september 2012 - 30 november 2012 (VIJF, 10 afl.)
- Seizoen 4: 15 maart 2013 - 3 mei 2013 (VIJF, 8 afl.)
- Seizoen 5: 20 september 2013 - 15 november 2013 (VIJF, 9 afl.)